# Nasukarasuyama
Nasukarasuyama (jap. 那須烏山市 Nasu Karasuyama-shi) ist eine Stadt in der Präfektur Tochigi in Japan.

## Geographie
Nasukarasuyama liegt östlich von Utsunomiya.

## Geschichte
Karasuyama war eine alte Burgstadt auf deren Burg Karasuyama zuletzt ein Zweig der Ōkubo als kleinere Fudai-Daimyō residierten.
Nasukarasuyama entstand am 1. Oktober 2005 durch Zusammenschluss der Gemeinden Karasuyama (烏山町, -machi) und Minaminasu (南那須町, -machi) des Landkreises Nasu.

## Weblinks

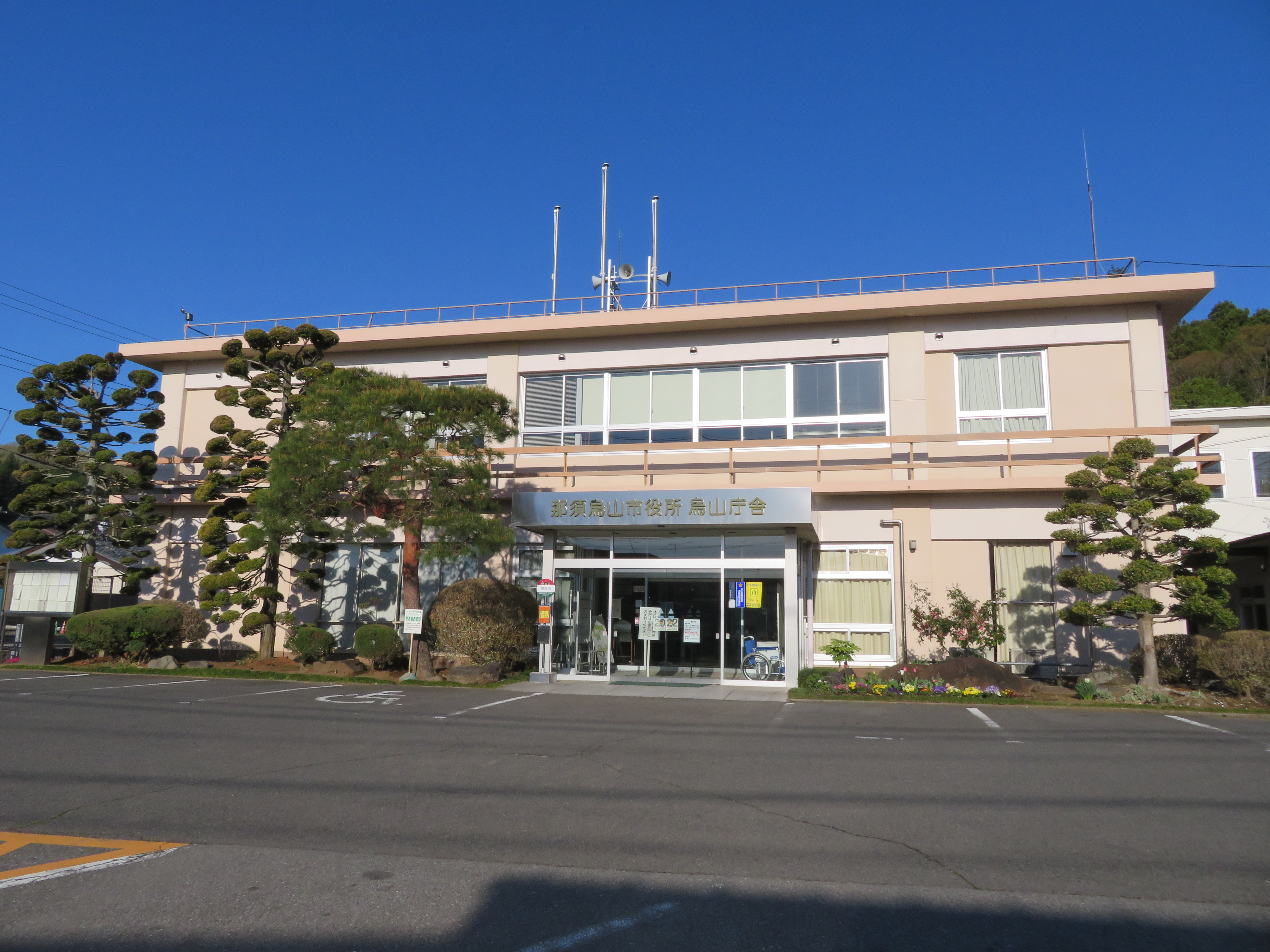
Rathaus von Nasukarasuyama

## Verkehr
- Straße:
  - Nationalstraße 293,294
- Zug:
  - JR Karasuyama-Linie

## Angrenzende Städte und Gemeinden
- Sakura
- Hitachiomiya